# Unione Sportiva Fascista Salernitana 1936-1937
Questa pagina raccoglie i dati riguardanti la Unione Sportiva Fascista Salernitana nelle competizioni ufficiali della stagione 1936-1937.

## Stagione
Se in Coppa Italia sarà sconfitta al primo turno dal Lecce per 2-1, la Salernitana nel proprio girone di Serie C, ossia "girone E" disputerà un ottimo campionato che però si concluderà al secondo posto, dietro soltanto al Taranto.

## Divise
La Salernitana dal 1929 al 1943 adotterà nuovamente come colore sociale il bianco-celeste, ma in alcune gare giocherà con la maglia interamente celeste.
| Manica sinistra · Manica sinistra · Maglietta · Maglietta · Manica destra · Manica destra · Pantaloncini · Calzettoni | Manica sinistra · Maglietta · Maglietta · Manica destra · Pantaloncini · Calzettoni |

## Organigramma societario
Fonte
Area direttiva
- Presidente: Enrico Chiari, dal 12/1936 Savino Mione
- Segretario: Donato Lo Storto

Area tecnica
- Allenatore: Ferenc Hirzer

Area sanitaria
- Medico Sociale: Cristoforo Capone
- Massaggiatore: Angelo Carmando

## Rosa
Fonte
| N. |                   | Ruolo | Calciatore           |
| -- | ----------------- | ----- | -------------------- |
|    | Italia (bandiera) | P     | Vincenzo Pagano      |
|    | Italia (bandiera) | P     | Alfonso Ricciardi    |
|    | Italia (bandiera) | D     | Pellegrino Barbato   |
|    | Italia (bandiera) | D     | Dante Bazzanti       |
|    | Italia (bandiera) | D     | Egisto Betti         |
|    | Italia (bandiera) | D     | Carmine Milite       |
|    | Italia (bandiera) | D     | Paolo Canazza Ronzan |
|    | Italia (bandiera) | C     | Luigi Bergamini      |
|    | Italia (bandiera) | C     | Guglielmo Borgo      |
|    | Italia (bandiera) | C     | Menotti Bugna        |
|    | Italia (bandiera) | C     | Vincenzo Galiano     |

| N. |                   | Ruolo | Calciatore         |
| -- | ----------------- | ----- | ------------------ |
|    | Italia (bandiera) | C     | Carmine Iacovazzo  |
|    | Italia (bandiera) | C     | Mario Saracino     |
|    | Italia (bandiera) | C     | Ugo Starace        |
|    | Italia (bandiera) | C     | Ernesto Zambianchi |
|    | Italia (bandiera) | A     | Nello Azzetti      |
|    | Italia (bandiera) | A     | Andrea Lazzarini   |
|    | Italia (bandiera) | A     | Saverio Puccinelli |
|    | Italia (bandiera) | A     | Antonio Punzi      |
|    | Italia (bandiera) | A     | Rodolfo Stilli     |
|    | Italia (bandiera) | A     | Antonio Valese     |
|    | Italia (bandiera) | A     | Vincenzo Volpe     |

## Risultati

### Serie C

#### Girone di andata
| Taranto 27 settembre 1936 1ª giornata                                       | Cantieri Tosi | 0 – 3 referto                             | Salernitana | Stadio del Littorio |
| \| \| \| \| \| \| Marcatori \| 50’ (rig.) Zambianchi 70’, 78’ Puccinelli \| |               |                                           |             |                     |
|                                                                             |               |                                           |             |                     |
|                                                                             | Marcatori     | 50’ (rig.) Zambianchi 70’, 78’ Puccinelli |             |                     |

| Salerno 4 ottobre 1936 2ª giornata                     | Salernitana | 1 – 1 referto | Potenza | Campo Littorio |
| \| \| \| \| \| Valese 34’ \| Marcatori \| 47’ Volpe \| |             |               |         |                |
|                                                        |             |               |         |                |
| Valese 34’                                             | Marcatori   | 47’ Volpe     |         |                |

| Manfredonia 12 ottobre 1936 3ª giornata     | Manfredonia | 1 – 0 referto | Salernitana | Stadio del Littorio |
| \| \| \| \| \| Carta 16’ \| Marcatori \| \| |             |               |             |                     |
|                                             |             |               |             |                     |
| Carta 16’                                   | Marcatori   |               |             |                     |

| Salerno 19 ottobre 1936 4ª giornata | Salernitana | 0 – 0 referto | Civitavecchiese | Campo Littorio |

| Salerno 1º novembre 1936 5ª giornata                                                     | Salernitana | 4 – 0 referto | Cerignola | Campo Littorio |
| \| \| \| \| \| Azzetti 3’ Puccinelli 35’ (rig.) Valese 50’ Stilli 62’ \| Marcatori \| \| |             |               |           |                |
|                                                                                          |             |               |           |                |
| Azzetti 3’ Puccinelli 35’ (rig.) Valese 50’ Stilli 62’                                   | Marcatori   |               |           |                |

| Bagnoli 8 novembre 1936 6ª giornata                            | Bagnolese | 0 – 2 referto                | Salernitana | Campo dell'ILVA |
| \| \| \| \| \| \| Marcatori \| 5’ Puccinelli 16’ Zambianchi \| |           |                              |             |                 |
|                                                                |           |                              |             |                 |
|                                                                | Marcatori | 5’ Puccinelli 16’ Zambianchi |             |                 |

| Salerno 22 novembre 1936 7ª giornata | Salernitana | 0 – 0 referto | Taranto | Campo Littorio |

| Molfetta 29 novembre 1936 8ª giornata                   | Molfetta  | 1 – 1 referto | Salernitana | Stadio Paolo Poli |
| \| \| \| \| \| Calò 5’ \| Marcatori \| 21’ Lazzarini \| |           |               |             |                   |
|                                                         |           |               |             |                   |
| Calò 5’                                                 | Marcatori | 21’ Lazzarini |             |                   |

| Salerno 6 dicembre 1936 9ª giornata                                              | Salernitana | 2 – 2 referto       | Cosenza | Campo Littorio |
| \| \| \| \| \| Bazzanti 10’ Lazzarini 60’ \| Marcatori \| 6’, 35’ (rig.) Lodi \| |             |                     |         |                |
|                                                                                  |             |                     |         |                |
| Bazzanti 10’ Lazzarini 60’                                                       | Marcatori   | 6’, 35’ (rig.) Lodi |         |                |

| Foggia 20 dicembre 1936 10ª giornata                               | Foggia    | 0 – 3 referto                    | Salernitana | Campo Sportivo del Littorio |
| \| \| \| \| \| \| Marcatori \| 9’ Puccinelli 44’, 64’ Lazzarini \| |           |                                  |             |                             |
|                                                                    |           |                                  |             |                             |
|                                                                    | Marcatori | 9’ Puccinelli 44’, 64’ Lazzarini |             |                             |

| Salerno 27 dicembre 1936 11ª giornata                                                    | Salernitana | 3 – 1 referto | MATER | Campo Littorio |
| \| \| \| \| \| Iacovazzo 15’ Lazzarini 32’ Puccinelli 59’ \| Marcatori \| 80’ Eusebio \| |             |               |       |                |
|                                                                                          |             |               |       |                |
| Iacovazzo 15’ Lazzarini 32’ Puccinelli 59’                                               | Marcatori   | 80’ Eusebio   |       |                |

| Lecce 3 gennaio 1937 12ª giornata                           | Lecce     | 0 – 2 referto             | Salernitana | Campo Sportivo XXVII Ottobre |
| \| \| \| \| \| \| Marcatori \| 15’ Starace 28’ Iacovazzo \| |           |                           |             |                              |
|                                                             |           |                           |             |                              |
|                                                             | Marcatori | 15’ Starace 28’ Iacovazzo |             |                              |

| Salerno 10 gennaio 1937 13ª giornata | Salernitana | 0 – 0 referto | Littorio Benevento | Campo Littorio |

#### Girone di ritorno
| Salerno 31 gennaio 1937 14ª giornata                                                                        | Salernitana | 5 – 2 referto            | Cantieri Tosi | Campo Littorio |
| \| \| \| \| \| Puccinelli 9’, 14’, 32’ Lazzarini 59’ Stilli 83’ \| Marcatori \| 44’ Boccuni 82’ Graziani \| |             |                          |               |                |
| |             |                          |               |                |
| Puccinelli 9’, 14’, 32’ Lazzarini 59’ Stilli 83’                                                            | Marcatori   | 44’ Boccuni 82’ Graziani |               |                |

| Potenza 7 febbraio 1937 15ª giornata | Potenza | 0 – 0 referto | Salernitana | Stadio del Littorio |

| Salerno 14 febbraio 1937 16ª giornata           | Salernitana | 1 – 0 referto | Manfredonia | Campo Littorio |
| \| \| \| \| \| Lazzarini 15’ \| Marcatori \| \| |             |               |             |                |
|                                                 |             |               |             |                |
| Lazzarini 15’                                   | Marcatori   |               |             |                |

| Civitavecchia 21 febbraio 1937 17ª giornata | Civitavecchiese | 0 – 0 referto | Salernitana | Campo Sportivo di Via Aurelia |

| Cerignola 28 febbraio 1937 18ª giornata           | Cerignola | 1 – 0 referto | Salernitana | Campo del Littorio |
| \| \| \| \| \| Giangaspero 53’ \| Marcatori \| \| |           |               |             |                    |
|                                                   |           |               |             |                    |
| Giangaspero 53’                                   | Marcatori |               |             |                    |

| Salerno 7 marzo 1937 19ª giornata                | Salernitana | 1 – 0 referto | Bagnolese | Campo Littorio |
| \| \| \| \| \| Zambianchi 11’ \| Marcatori \| \| |             |               |           |                |
|                                                  |             |               |           |                |
| Zambianchi 11’                                   | Marcatori   |               |           |                |

| Taranto 14 marzo 1937 20ª giornata                       | Taranto   | 1 – 1 referto | Salernitana | Stadio del Littorio |
| \| \| \| \| \| Perucci 31’ \| Marcatori \| 16’ Valese \| |           |               |             |                     |
|                                                          |           |               |             |                     |
| Perucci 31’                                              | Marcatori | 16’ Valese    |             |                     |

| Salerno 21 marzo 1937 21ª giornata              | Salernitana | 1 – 0 referto | Molfetta | Campo Littorio |
| \| \| \| \| \| Bergamini 18’ \| Marcatori \| \| |             |               |          |                |
|                                                 |             |               |          |                |
| Bergamini 18’                                   | Marcatori   |               |          |                |

| Cosenza 4 aprile 1937 22ª giornata                                     | Cosenza   | 2 – 1 referto  | Salernitana | Campo Città di Cosenza |
| \| \| \| \| \| Lodi 55’ Bertazzi 82’ \| Marcatori \| 86’ Puccinelli \| |           |                |             |                        |
|                                                                        |           |                |             |                        |
| Lodi 55’ Bertazzi 82’                                                  | Marcatori | 86’ Puccinelli |             |                        |

| Salerno 18 aprile 1937 23ª giornata                                                                             | Salernitana | 4 – 3 referto               | Foggia | Campo Littorio |
| \| \| \| \| \| Lazzarini 32’ (rig.), 58’ Punzi 82’ Iacovazzo 49’ \| Marcatori \| 10’, 69’ Creziato 60’ Baldi \| |             |                             |        |                |
| |             |                             |        |                |
| Lazzarini 32’ (rig.), 58’ Punzi 82’ Iacovazzo 49’                                                               | Marcatori   | 10’, 69’ Creziato 60’ Baldi |        |                |

| Roma 23 maggio 1937 24ª giornata                                                                          | MATER     | 4 – 3 Rinviata referto     | Salernitana | Velodromo Appio |
| \| \| \| \| \| Napoli 1’, 50’ Milite 60’ (aut.) Flumini 73’ \| Marcatori \| 35’ Valese 36’, 37’ Stilli \| |           |                            |             |                 |
| |           |                            |             |                 |
| Napoli 1’, 50’ Milite 60’ (aut.) Flumini 73’                                                              | Marcatori | 35’ Valese 36’, 37’ Stilli |             |                 |

| Salerno 9 maggio 1937 25ª giornata                            | Salernitana | 1 – 1 referto | Lecce | Campo Littorio |
| \| \| \| \| \| Zambianchi 40’ \| Marcatori \| 45’ Anguilla \| |             |               |       |                |
|                                                               |             |               |       |                |
| Zambianchi 40’                                                | Marcatori   | 45’ Anguilla  |       |                |

| Benevento 16 maggio 1937 26ª giornata                  | Littorio Benevento | 0 – 2 referto        | Salernitana | Campo Littorio |
| \| \| \| \| \| \| Marcatori \| 21’ Punzi 56’ Valese \| |                    |                      |             |                |
|                                                        |                    |                      |             |                |
|                                                        | Marcatori          | 21’ Punzi 56’ Valese |             |                |

### Coppa Italia

#### Primo Turno
| Lecce 15 novembre 1936 Primo Turno                       | Lecce     | 2 – 1 referto | Salernitana | Campo Sportivo XXVII Ottobre |
| \| \| \| \| \| Buin 4’, 65’ \| Marcatori \| 3’ Stilli \| |           |               |             |                              |
|                                                          |           |               |             |                              |
| Buin 4’, 65’                                             | Marcatori | 3’ Stilli     |             |                              |

## Statistiche

### Statistiche di squadra
| Competizione | Punti | In casa | In casa | In casa | In casa | In casa | In casa | In trasferta | In trasferta | In trasferta | In trasferta | In trasferta | In trasferta | Totale | Totale | Totale | Totale | Totale | Totale | DR  |
| Competizione | Punti | G       | V       | N       | P       | Gf      | Gs      | G            | V            | N            | P            | Gf           | Gs           | G      | V      | N      | P      | Gf     | Gs     | DR  |
| ------------ | ----- | ------- | ------- | ------- | ------- | ------- | ------- | ------------ | ------------ | ------------ | ------------ | ------------ | ------------ | ------ | ------ | ------ | ------ | ------ | ------ | --- |
| Serie C      | 34    | 13      | 7       | 6       | 0       | 23      | 10      | 13           | 5            | 4            | 4            | 18           | 10           | 26     | 12     | 10     | 4      | 41     | 20     | +21 |
| Coppa Italia | -     | 0       | 0       | 0       | 0       | 0       | 0       | 1            | 0            | 0            | 1            | 1            | 2            | 1      | 0      | 0      | 1      | 1      | 2      | -1  |
| Totale       | -     | 13      | 7       | 6       | 0       | 23      | 10      | 14           | 5            | 4            | 5            | 19           | 12           | 27     | 12     | 10     | 5      | 42     | 22     | +20 |

### Andamento in campionato
| Giornata  | 1 | 2 | 3 | 4 | 5 | 6 | 7 | 8 | 9 | 10 | 11 | 12 | 13 | 14 | 15 | 16 | 17 | 18 | 19 | 20 | 21 | 22 | 23 | 24 | 25 | 26 |
| --------- | - | - | - | - | - | - | - | - | - | -- | -- | -- | -- | -- | -- | -- | -- | -- | -- | -- | -- | -- | -- | -- | -- | -- |
| Luogo     | T | C | T | C | C | T | C | T | C | T  | C  | T  | C  | C  | T  | C  | T  | T  | C  | T  | C  | T  | C  | T  | C  | T  |
| Risultato | V | N | P | N | V | V | N | N | N | V  | V  | V  | N  | V  | N  | V  | N  | P  | V  | N  | V  | P  | V  | P  | N  | V  |

Legenda:

Luogo: C = Casa; T = Trasferta. Risultato: V = Vittoria; N = Pareggio; P = Sconfitta.

### Statistiche dei giocatori
Fonte
| Giocatore         | Serie C  | Serie C | Serie C     | Serie C    | Coppa Italia | Coppa Italia | Coppa Italia | Coppa Italia | Totale   | Totale | Totale      | Totale     |
| Giocatore         | Presenze | Reti    | Ammonizioni | Espulsioni | Presenze     | Reti         | Ammonizioni  | Espulsioni   | Presenze | Reti   | Ammonizioni | Espulsioni |
| ----------------- | -------- | ------- | ----------- | ---------- | ------------ | ------------ | ------------ | ------------ | -------- | ------ | ----------- | ---------- |
| N. Azzetti        | 8        | 1       | ?           | ?          | ?            | 0            | ?            | ?            | 8+       | 1      | ?           | ?          |
| P. Barbato        | 1        | 0       | ?           | ?          | ?            | 0            | ?            | ?            | 1+       | 0      | ?           | ?          |
| D. Bazzanti       | 7        | 1       | ?           | ?          | ?            | 0            | ?            | ?            | 7+       | 1      | ?           | ?          |
| L. Bergamini      | 19       | 1       | ?           | ?          | ?            | 0            | ?            | ?            | 19+      | 1      | ?           | ?          |
| E. Betti          | 25       | 0       | ?           | ?          | ?            | 0            | ?            | ?            | 25+      | 0      | ?           | ?          |
| G. Borgo          | 19       | 0       | ?           | ?          | ?            | 0            | ?            | ?            | 19+      | 0      | ?           | ?          |
| M. Bugna          | 0        | 0       | 0           | 0          | ?            | 0            | ?            | ?            | 0+       | 0      | 0+          | 0+         |
| P. Canazza Ronzan | 21       | 0       | ?           | ?          | ?            | 0            | ?            | ?            | 21+      | 0      | ?           | ?          |
| V. Galiano        | 1        | 0       | ?           | ?          | ?            | 0            | ?            | ?            | 1+       | 0      | ?           | ?          |
| C. Iacovazzo      | 15       | 3       | ?           | ?          | ?            | 0            | ?            | ?            | 15+      | 3      | ?           | ?          |
| A. Lazzarini      | 21       | 9       | ?           | ?          | ?            | 0            | ?            | ?            | 21+      | 9      | ?           | ?          |
| C. Milite         | 6        | 0       | ?           | ?          | ?            | 0            | ?            | ?            | 6+       | 0      | ?           | ?          |
| V. Pagano         | 1        | -1      | ?           | ?          | ?            | -?           | ?            | ?            | 1+       | -1+    | ?           | ?          |
| S. Puccinelli     | 19       | 10      | ?           | ?          | ?            | 0            | ?            | ?            | 19+      | 10     | ?           | ?          |
| A. Punzi          | 3        | 2       | ?           | ?          | ?            | 0            | ?            | ?            | 3+       | 2      | ?           | ?          |
| A. Ricciardi      | 25       | -19     | ?           | ?          | ?            | -?           | ?            | ?            | 25+      | -19+   | ?           | ?          |
| M. Saracino       | 0        | 0       | 0           | 0          | ?            | 0            | ?            | ?            | 0+       | 0      | 0+          | 0+         |
| U. Starace        | 23       | 1       | ?           | ?          | ?            | 0            | ?            | ?            | 23+      | 1      | ?           | ?          |
| R. Stilli         | 11       | 4       | ?           | ?          | 1            | 1            | ?            | ?            | 12       | 5      | ?           | ?          |
| A. Valese         | 14       | 5       | ?           | ?          | ?            | 0            | ?            | ?            | 14+      | 5      | ?           | ?          |
| V. Volpe          | 3        | 0       | ?           | ?          | ?            | 0            | ?            | ?            | 3+       | 0      | ?           | ?          |
| E. Zambianchi     | 24       | 4       | ?           | ?          | ?            | 0            | ?            | ?            | 24+      | 4      | ?           | ?          |